# Liste der Baudenkmäler in Syrgenstein

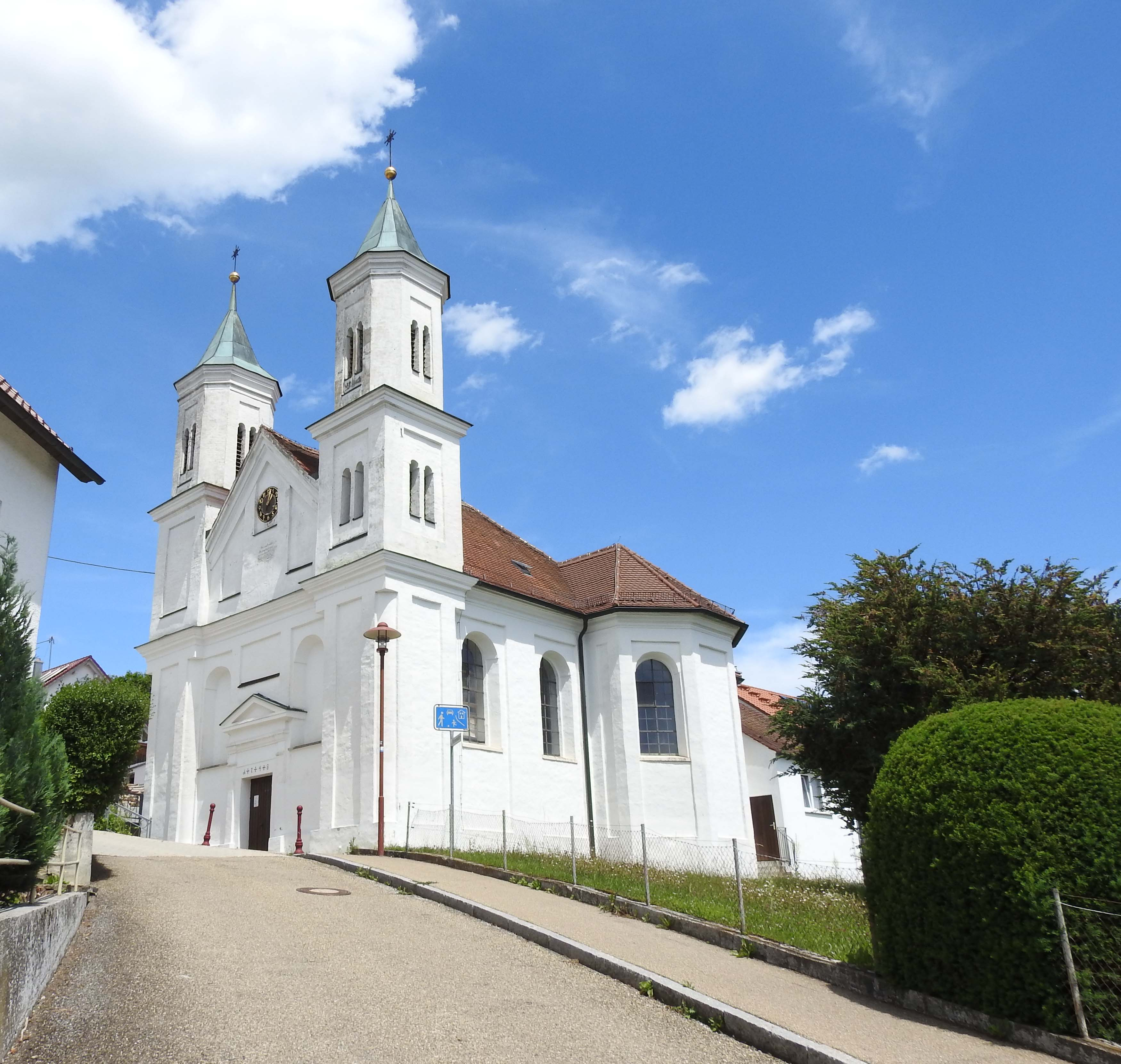
Kirche St. Johannes Evangelist in Altenberg, Syrgenstein

Auf dieser Seite sind die Baudenkmäler in der schwäbischen Gemeinde Syrgenstein zusammengestellt. Diese Tabelle ist eine Teilliste der Liste der Baudenkmäler in Bayern. Grundlage ist die Bayerische Denkmalliste, die auf Basis des Bayerischen Denkmalschutzgesetzes vom 1. Oktober 1973 erstmals erstellt wurde und seither durch das Bayerische Landesamt für Denkmalpflege geführt wird. Die folgenden Angaben ersetzen nicht die rechtsverbindliche Auskunft der Denkmalschutzbehörde.

## Baudenkmäler nach Ortsteilen

### Altenberg
| Lage                       | Objekt                                          | Beschreibung | Akten-Nr.    | Bild              |
| -------------------------- | ----------------------------------------------- | --- | ------------ | ----------------- |
| Am Schloßberg 1 (Standort) | Schloss Altenberg                               | Zweigeschossiger Satteldachbau, an der Nordseite Arkadenbögen zugesetzt, 1693–1695 errichtet Wirtschaftsgebäude, Satteldachbau mit Dachreiter, um 1700 angebaut Schlosskapelle, 1860 angebaut; mit Ausstattung Wohl ehemaliger Zehentstadel, Satteldachbau mit traufseitiger Einfahrt, zwei stichbogige Einfahrten an der Südwestseite zugesetzt, wohl um 1700 errichtet, im 19. Jahrhundert verändert Teile der Ringmauer mit Stützpfeilern | D-7-73-170-1 | Schloss Altenberg |
| Kirchhalde 18 (Standort)   | Katholische Pfarrkirche St. Johannes Evangelist | barocker Saalbau mit Querarmen und Doppelturmfassade, 1747/48, von Nikolaus Schärpf 1849–1852 umgestaltet; mit Ausstattung | D-7-73-170-2 | weitere Bilder    |

### Alter Thurm
| Lage                     | Objekt                  | Beschreibung                                                               | Akten-Nr.    | Bild |
| ------------------------ | ----------------------- | -------------------------------------------------------------------------- | ------------ | ---- |
| Alter Thurm 1 (Standort) | Burgruine Bloßenstaufen | Reste eines Bergfrieds, Füllmauerwerk; Mauerreste am Hang, 13. Jahrhundert | D-7-73-170-6 | BW   |

### Ballhausen
| Lage                        | Objekt                              | Beschreibung                                                                                | Akten-Nr.    | Bild           |
| --------------------------- | ----------------------------------- | ------------------------------------------------------------------------------------------- | ------------ | -------------- |
| Friedhofstraße 4 (Standort) | Katholische Filialkirche Maria Hilf | schlichter Rechteckbau mit Dachreiter, flachgedecktes Langhaus mit eingezogenem Chor, 1938. | D-7-73-170-3 | weitere Bilder |

### Landshausen
| Lage                           | Objekt | Beschreibung          | Akten-Nr.    | Bild           |
| ------------------------------ | --- | --------------------- | ------------ | -------------- |
| Zöschinger Straße 9 (Standort) | Katholische Filialkirche St. Nikolaus                                                                       | 1928; mit Ausstattung | D-7-73-170-4 | weitere Bilder |
| Zöschinger Straße 9 (Standort) | Katholische Friedhofskapelle, 17./18. Jahrhundert; mit Ausstattung; Friedhofsmauer, teilweise gleichzeitig. |                       | D-7-73-170-5 | weitere Bilder |

### Staufen
| Lage                            | Objekt                               | Beschreibung | Akten-Nr.     | Bild                                 |
| ------------------------------- | ------------------------------------ | --- | ------------- | ------------------------------------ |
| Am Kirchberg 19 (Standort)      | Katholische Pfarrkirche St. Martin   | siehe Artikel | D-7-73-170-7  | weitere Bilder                       |
| Klingenplatz 2 (Standort)       | Bauernhaus                           | eingeschossiger Mitterstallbau mit Satteldach, Dach über Tenne erhöht, 2. Hälfte 19. Jahrhundert.                               | D-7-73-170-8  | Bauernhaus                           |
| Klingenplatz 5 (Standort)       | Schloss                              | stattlicher zweigeschossiger Satteldachbau mit Eckerker, 2. Hälfte 17. Jahrhundert; Stützmauer der Schlossterrasse, Bruchstein. | D-7-73-170-9  | weitere Bilder                       |
| Klingenplatz 8 (Standort)       | Ehemaliges Gesindehaus des Schlosses | eingeschossiges Wohnstallhaus mit Satteldach, 17. Jahrhundert.                                                                  | D-7-73-170-10 | Ehemaliges Gesindehaus des Schlosses |
| Oggenhauser Straße 7 (Standort) | Bauernhaus                           | eingeschossiger Mitterstallbau mit Satteldach und zwei segmentbogigen Einfahrten, die Türstürze greifen ins Dach, 1865 erbaut.  | D-7-73-170-11 | Bauernhaus                           |